# 슈퍼 마리오 브라더스 (영화)
《슈퍼 마리오 브라더스》(영어: The Super Mario Bros. Movie)는 닌텐도의 《슈퍼 마리오》 비디오 게임 시리즈에 기반한 미국의 2023년 컴퓨터 애니메이션 코미디 모험 영화이다. 유니버설 픽처스, 일루미네이션과 닌텐도가 공동제작했으며 유니버설이 배급했고, 감독은 에런 호바스와 마이클 젤레닉이 맡고 각본은 매튜 포겔이 담당했다. 목소리 연기를 맡은 앙상블 캐스트로 크리스 프랫, 잭 블랙, 안야 테일러조이, 찰리 데이, 키건마이클 키, 세스 로건, 프레드 아미슨, 서배스천 매니스캘코, 찰스 마티네이와 케빈 마이클 리처드슨이 연출했다. 영화 내용은 마리오와 루이지 형제를 이탈리아계 미국인 배관공으로 재구성한 기원 이야기가 주를 이루며, 그들이 우연히 이세계로 이동하면서 피치 공주가 이끄는 버섯 왕국과 쿠파 군단간의 충돌에 휘말리는 이야기를 그렸다.
1993년 영화판의 상업적 및 비평적 실패 후, 닌텐도는 보유한 지식 재산의 영화 제작에 투자한 것을 기피하고 있다. 《마리오》 시리즈의 개발자 미야모토 시게루는 닌텐도가 고전 게임들을 버추얼 콘솔 서비스로 재출시할 무렵 새로운 영화를 개발한 것에 흥미를 가지기 시작했고, 이후 닌텐도가 유니버설 파크 & 리조트와 협력해 슈퍼 닌텐도 월드 테마파크를 건설한 중 일루미네이션 창업자 크리스 멜러댄드리와 접촉하게 됐다. 2016년에 두 사람은 마리오 영화 제작에 대해 토의해 박차를 가하기 시작했고, 2018년 1월에 닌텐도가 일루미네이션과 유니버셜과 협력해 제작하겠다고 공식적으로 발표했다. 영화 제작은 2020년 경부터 시작했으며 2022년 10월 6일에 미리보기 영상, 같은 해 11월 28일 첫 공식 트레일러가 각각 닌텐도 다이렉트 발표회에서 공개됐다.
《슈퍼 마리오 브라더스》는 2023년 4월 1일 리걸 LA 라이브에서 초연했으며 4월 5일 미국에서 개봉됐다. 평론에서 복합적인 반응을 얻었으나 전세계 수익은 13.6억 달러로 여러 박스오피스 기록을 경신했다. 2026년 4월 3일에 후속편 개봉이 예정됐다.

## 줄거리
이탈리아계 미국인 형제 마리오와 루이지는 최근 브루클린에서 전 고용주인 스파이크의 조롱과 아버지의 반대에 대해 배관 사업을 시작했다. 뉴스에서 중대한 수도관 누수를 본 후 마리오와 루이지는 수리를 위해 지하로 이동하지만 토관에 빨려 들어가 분리된다.
마리오는 피치 공주가 통치하는 버섯 왕국에 상륙하고 루이지는 사악한 쿠파 왕국의 쿠파가 통치하는 다크랜즈에 상륙한다. 쿠파는 피치와 결혼을 시도하고 거절하면 슈퍼 스타를 사용하여 버섯 왕국을 파괴한다. 그는 피치의 사랑에 대한 경쟁자로 보는 마리오를 위협하기 위해 루이지를 가두어 둔다. 마리오는 그를 피치로 데려가는 키노피오를 만난다. 피치는 영장류 콩과 동맹을 맺어 쿠파를 격퇴하고 마리오와 키노피오가 그녀와 함께 여행할 수 있도록 할 계획이다. 그녀는 또한 마리오에게 아기 때 버섯 왕국에 갔고 키노피오 그녀를 데려가 결국 그녀를 리더로 만들었다 고 말한다. 정글 왕국에서 크랭키 콩 왕은 마리오가 싸움에서 아들 동키 콩을 물리치는 조건으로 돕기로 동의한다. 동키콩의 엄청난 힘에도 불구하고 마리오는 훨씬 빠르고 캣 슈트를 사용하여 그를 물리친다.
마리오, 피치, 키노피오,콩은 카트를 사용하여 버섯 왕국으로 돌아가지만 쿠파의 군대는 레인보우 로드에서 그들을 매복한다. 파란 껍질을 가진 쿠파 장군이 가미카제 공격으로 도로의 일부를 파괴하자 마리오와 동키 콩은 바다로 추락하고 다른 콩은 붙잡힌다. 복숭아와 두꺼비는 버섯 왕국으로 돌아가 시민들에게 대피를 촉구한다. 쿠파는 비행 성에 도착하여 쿠파의 고문 카멕이 토드를 고문 한 후 마지 못해 받아들이는 피치에게 청혼한다. 장어 같은 마우레이(Maw-Ray)에게 먹힌 마리오와 동키콩은 둘 다 아버지의 존경을 원한다는 사실을 알게된다. 그들은 동키콩의 카트에서 로켓을 타고 마우레이를 탈출하고 쿠파와 피치의 결혼식으로 서둘러간다.
결혼식 피로연에서 쿠파는 피치를 기리기 위해 모든 죄수를 용암에서 처형하려고한다. 두꺼비는 쿠파를 얼리는 데 사용하는 피치의 꽃다발에 얼음 꽃을 밀수입한다. 마리오와 동키콩이 도착하여 죄수들을 풀어주고 마리오는 타누키 슈트를 사용하여 루이지를 구한다. 분노한 쿠파는 자신을 풀어주고 메그넘 킬러 을 소환하여 버섯왕국을 파괴하지만 마리오는 경로를 벗어나 토관으로 보내 폭발하여 모든 사람과 쿠파의 성이 브루클린으로 이송되는 진공을 만든다. 쿠파와 싸울 때 마리오와 루이지는 슈퍼 스타를 잡고 무적이 되어 쿠파를 물리친다. 쿠파는 작은 버섯으로 축소되어 항아리에 갇혔다. 마리오와 루이지는 영웅으로 환호를 받고 부모와 스파이크를 포함한 브루클린의 대중으로부터 칭찬을 받았다. 이후 형제는 버섯 왕국의 한 집으로 이사를 가서 배관 공사를 시작한다.

## 성우진
| 배역      | 영어 성우            | 일본어 성우     | 한국어 성우 |
| --------- | -------------------- | --------------- | ----------- |
| 마리오    | 크리스 프랫          | 미야노 마모루   | 황창영      |
| 피치 공주 | 애니아 테일러조이    | 시다 아리사     | 문남숙      |
| 루이지    | 찰리 데이            | 하타나카 다스쿠 | 조민수      |
| 쿠파      | 잭 블랙              | 미야케 켄타     | 최석필      |
| 키노피오  | 키건마이클 키        | 세키 토모카즈   | 이경태      |
| 동키 콩   | 세스 로건            | 다케다 고지     | 김현수      |
| 크랭키 콩 | 프레드 아미슨        | 쿠스미 나오미   | 유해무      |
| 마귀      | 케빈 마이클 리처드슨 | 우라야마 진     | 방성준      |
| 스파이크  | 서배스천 매니스캘코  | 마미야 야스히로 | 이현        |
| 주세페    | 찰스 마티네이        |                 |             |

## 제작

### 개발
1993년에 개봉한 실사영화 《슈퍼 마리오》가 상업적 및 비평적 실패를 거둔 후, 일본 비디오 게임 기업 닌텐도는 자사 지적자산 기반 영화 제작을 꺼리게 됐다. 마리오 제작자 미야모토 시게루는 오래된 게임을 버추얼 콘솔을 비롯한 디지털 서비스로 재출시하면서 새로운 《슈퍼 마리오》 영화에 대한 발상이 생겼다고 한다.
2018년 1월, 닌텐도는 미야모토와 멜러댄드리가 공동제작하는 마리오 영화가 제작된다고 발표했다. 유니버설 스튜디오과 닌텐도가 공동투자하고 일루미네이션과 닌텐도가 제작했다. 2021년 8월, 서배스천 매니스캘코는 《레킹 크루(1985)》에 등장하는 마리오와 루이지의 사장 스파이크 역을 맡았다고 밝혔다.

### 배역
중앙: 잭 블랙, 키건마이클 키와 세스 로건은 쿠파, 키노피오 및 동키콩 역을 맡았다.
2021년 2월, 마리오 성우 찰스 마티네이는 영화에서 배역을 다시 맡을 가능성에 대해 "좋을 일"이라 표현하며 마리오 역을 맡는다면 "즐거움과 행복을 담아 연기할 것"이라 말했다.

### 음악
잭 블랙은 작중 쿠파가 피치공주에 대한 사랑을 노래하는 곡 "Peaches"를 감독 에릭 오스몬드, 작곡가 존 스파이커와 함께 공동제작했다. 쿠파가 사랑노래를 부르게 하는 건 블랙이 낸 제안이었다. "Peaches"는 2023년 4월 7일 콜 베넷이 감독한 뮤직비디오와 함께 싱글음반으로 발매됐다. 블랙에 의하면 영상은 단 몇 시간 안에 촬영됐다고 한다. 발매 당일 "Peaches"는 아이튠즈 스트리밍 순위 61위를 기록했다. 이후 빌보드 핫 100에 83위로 등극해 최대 56위까지 올랐다.

## 개봉
《슈퍼 마리오 브라더스》는 유니버설 픽처스가 배급해 일반 상영관과 IMAX 2D 및 3D 상영관에서 공개하며, 미국에서 2023년 4월 5일 처음 개봉됐으며 일본에서는 4월 28일 상영됐다.

## 흥행

### 박스 오피스
2023년 4월 28일 기준으로 《슈퍼 마리오 브라더스》는 수익이 미국와 캐나다에서 4억 4700만 달러, 그 외 지역에서 4억 6280만 달러를 기록해, 전세계 총수익이 9억 980만 달러를 기록했다. 2023년에 개봉한 영화 중 가장 높은 수익을 기록했으며 개봉 1주만에 역사상 가장 높은 수익을 기록한 비디오 게임 기반 영화가 됐다.

### 평론
리뷰 애그리게이터 웹사이트 로튼 토마토에서 《슈퍼 마리오 브라더스》는 평가 252편에 기반해 토마토 수치 58%, 평점 평균 5.7/10점을 기록했다. 로튼 토마토의 총평은 "등껍질을 연타해 목숨 128개를 버는 것만큼 신나지는 않지만, 《슈퍼 마리오 브라더스》는 (이야기 측면이 다소 얇은) 다채로운 애니메이션 모험을 제공해 닌텐도가 할 수 있는 것, 할 수 없는 것을 모두 보여줬다."라고 남겼다. 메타크리틱은 가중 산술 평균을 사용해 평가 52편에 기반해 47/100점을 매겼다.

## 전망

### 후속작
2021년 5월, 닌텐도 사장 후루카와는 《슈퍼 마리오 브라더스》가 성공할 경우 당사의 지적자산에 기반한 만화영화를 추가로 제작할 수도 있다고 말했다. 영화 개봉 전 〈버라이어티〉와의 인터뷰에서 프로듀서 멜러댄드리는 후속작에 대한 가능성이나 다른 닌텐도 게임에 기반한 영화 제작에 대해 "저희의 목표는 이 영화를 관객에게 전달하는 것이고, 지금 시점에선 미래에 무엇을 할지에 대한 이야기는 준비되지 않았습니다"라고 말했다. 쿠파 성우 잭 블랙은 페드로 파스칼가 와리오 성우를 맡아 악역으로 등장하는 영화가 나왔으면 한다고 인터뷰에서 밝혔다. 영화의 박스오피스 흥행 성공 이후인 2023년 4월 21일, 닌텐도는 본사의 자산에 기반한 영화를 더 제작할 것이라 발표했으나 이것이 《슈퍼 마리오 브라더스》의 후속작이 될지는 확답하지 않았다.
2024년 3월 10일, 마리오의 날의 일환으로서 미야모토와 멜러댄드리가 후속편이 미국에서 2026년 4월 3일 개봉될 예정이라고 발표했다.

### 외전
2022년 2월, 루이지 성우 데이는 《루이지 맨션》 영화가 나온다면 자신의 배역을 유지하고 밝혔으며 2023년 3월에도 같은 주장을 유지했다. 2023년 4월, 동키콩 성우 로건은 《동키콩 컨트리》가 좋은 외전영화가 될 기회가 있다며 향후 추가제작에 대한 관심을 내비쳤다.

## 같이 보기
- 비디오 게임을 원작으로 한 영화 목록

## 참조

### 내용주
1. ↑  "...about as many Nintendos as Nintendon'ts." 1990년대에 세가가 닌텐도를 도발하며 사용한 광고문구 "Genesis does what Nintendon't"의 응용.